# Pişkidağ, Üzümlü
Pişkidağ là một xã thuộc huyện Üzümlü, tỉnh Erzincan, Thổ Nhĩ Kỳ. Dân số thời điểm năm 2010 là 252 người.